# Tityos-Maler

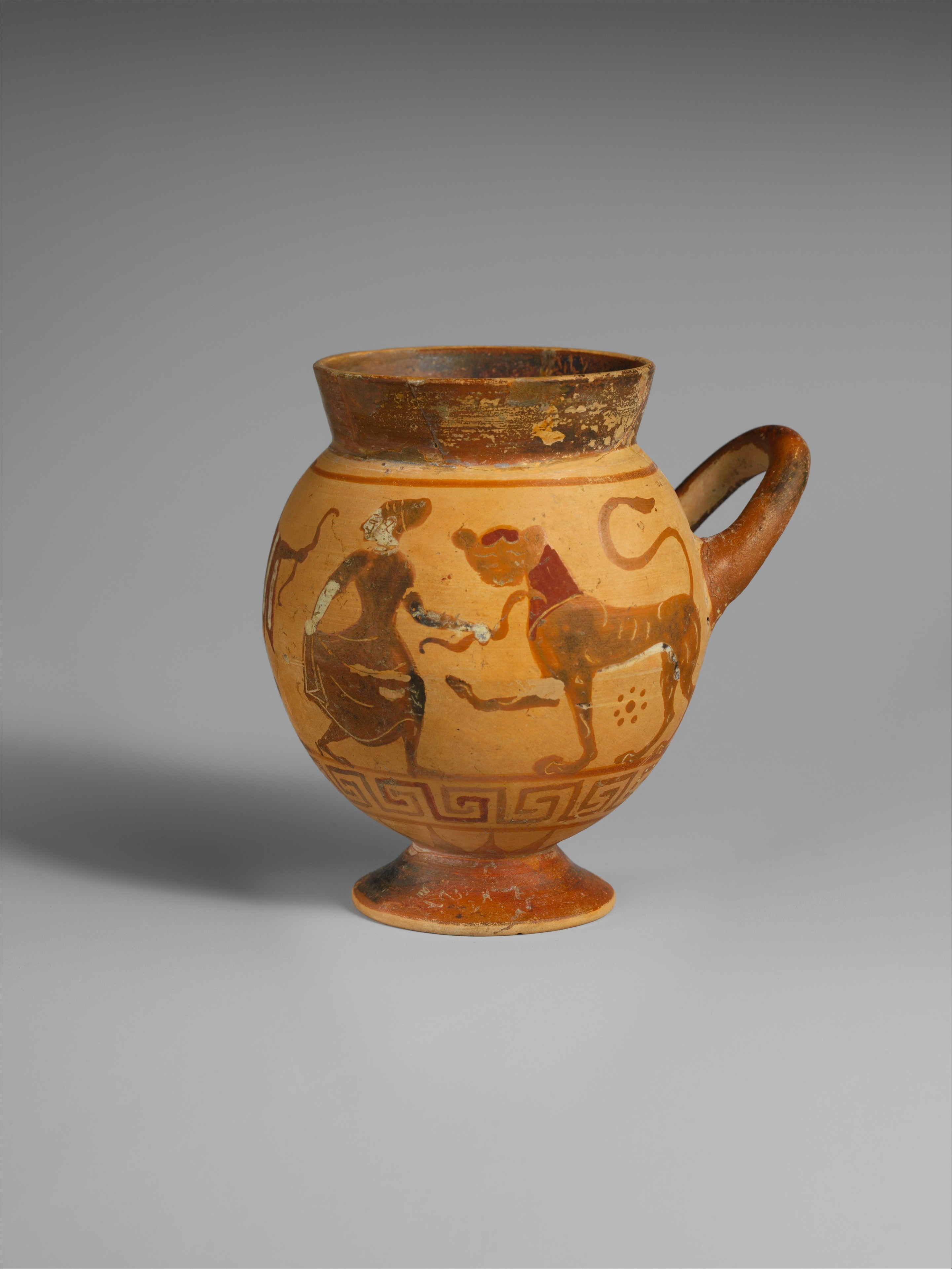
Kugelförmige Tasse des Tityos-Malers mit der Darstellung der Artumes (?) und eines Löwen, Metropolitan Museum of Art (06.1021.46)

Der mit dem Notnamen bezeichnete Tityos-Maler (auch Titios-Maler) war ein heute nicht mehr namentlich bekannter etruskischer Vasenmaler des schwarzfigurigen Stils. Er gehört zu den Malern der sogenannten Pontischen Vasen. Seine Schaffensphase wird ins dritte Viertel des sechsten Jahrhunderts v. Chr. datiert.
Heute sind über 40 Werke des Tityos-Malers bekannt, darunter Amphoren, Kannen, Kyathoi, Schalen und Teller. Benannt wurde er nach einer Darstellung, in der Apollon und Artemis Tityos töten. Oft stellte der Tityos-Maler ausschließlich Tierfriese dar, seine besondere Vorliebe galt allerdings Herakles und dessen Taten. Seine Bilder sind meist sehr farbenreich. Die Figuren stellt er meist in Bewegung dar. Neben dem Paris-Maler, einem etruskischer Vasenmaler des schwarzfigurigen Stils, der ihn stilistisch stark beeinflusst hatte, gilt der Tityos-Maler als einer der wichtigsten Vertreter der Pontischen Vasenmalerei.